# Shanghai International Wine and Spirits Fair
La Shanghai International Wine and Spirits Fair (en français, la « Foire internationale de vins et spiritueux de Shanghai ») à Shanghai est un événement consacré aux professionnels de l’industrie de vins, liqueurs et spiritueux, en Chine et dans le monde entier. 

## Organisation
La Shanghai International Wine and Spirits Fair offre environ un millier de catégories différentes de vins provenant de pays tels qu’Argentine, Chili, Allemagne, Nouvelle-Zélande, Portugal, Russie et autres.
La prochaine édition aura lieu du 4 au 6 décembre 2014 à Shanghai. 

### Autres expositions de vin mondiales
- Vinexpo Bordeaux
- Vinexpo Asie
- Monte-Carlo Wine Festival
- London Wine Fair
- Expovina de Zurich
- ProWein à Düsseldorf
- Vinitaly, à Vérone
- Hong Kong Wine and Dine Festival